# Karádi Judit
Karádi Judit (Komló, 1952. július 18. –) magyar színésznő.

## Életpálya
Komlón született 1952-ben. 1970-től a Pécsi Nemzeti Színház stúdiósaként kezdett színészettel foglalkozni . 1977-ben végezte el a Színház- és Filmművészeti Főiskola színész szakának operett-musical tagozatát Kazán István osztályában. 1974 –1978 között és 1982-től 1984-ig a Bartók Gyermekszínházban játszott. 1978–1982 között a Szegedi Nemzeti Színház művésze volt. 1984-től 1989-ig a Fővárosi Operettszínház színésznője. Münchenben, New Yorkban és Torontóban vendégszerepelt. Zenés és prózai műfajokban egyaránt otthonos, operettek primadonna és szubrett szerepei mellett opera szerepeket is énekel. 1989 óta Kanadában él.

## Fontosabb színházi szerepei
- Samuel Marsak–Romhányi József: Bűvös erdő...Október
- William Shakespeare: Szentivánéji álom...Mustármag
- Jékely Zoltán: Mátyás király juhásza...Csuporka
- Leo Fall: Sztambul rózsája...Kondzsa-Gül
- Franz von Suppé: Boccaccio...Fiametta
- Arthur Miller: A salemi boszorkányok...Mary Warren, Proctor szolgálója
- Arthur Sullivan–William Schwenck Gilbert–Romhányi József: A mikádó...Yum-Yum
- Kálmán Imre: Bajadér...Marietta, La Tourella felesége
- Kálmán Imre: Csárdáskirálynő...Stázi
- Kacsóh Pongrác–Heltai Jenő–Bakonyi Károly: János vitéz...Iluska
- Lehár Ferenc: Luxemburg grófja...Juliette
- Lehár Ferenc: A víg özvegy...Valencienne
- Lehár Ferenc: A mosoly országa...Mi
- Ránki György–Károlyi Amy: Pomádé király új ruhája...Dzsufi
- Ábrahám Pál: Bál a Savoyban...Viktória, Musztafa bej francia felesége
- Huszka Jenő–Szilágyi László: Mária főhadnagy...Lebstück Mária
- Jerry Bock–Joseph Stein–Sheldon Harnick: Hegedűs a háztetőn...Sprine
- Alexej Ribnyikov A „Remény” (Juno és Avosz)...Conchita
- Sármándi Pál–Dénes Margit: Peti meg a róka...Lekvár Peti
- Wolfgang Amadeus Mozart: A varázsfuvola...Papagéna
- Szirmai Albert–Bakonyi Károly–Gábor Andor: Mágnás Miska...Rolla grófnő
- Agatha Christie Az egérfogó...Mollie Ralston

## Film,televízió
- Csaló az üveghegyen (1976) – Ágica királykisasszony
- Átok és szerelem (1985) – Rinza
- Micike és az Angyalok (1987)